# Камила (Џорџија)
Камила (Џорџија) (енгл. Camilla) град је у америчкој савезној држави Џорџија. По попису становништва из 2010. у њему је живело 5.360 становника.

## Демографија
Према попису становништва из 2010. у граду је живело 5.360 становника, што је 309 (5,5%) становника мање него 2000. године.
| Група             | 2000.         | 2010.         |
| Белци             | 1.786 (31,5%) | 1.307 (24,4%) |
| Афроамериканци    | 3.698 (65,2%) | 3.707 (69,2%) |
| Азијати           | 25 (0,4%)     | 47 (0,9%)     |
| Хиспаноамериканци | 125 (2,2%)    | 249 (4,6%)    |
| Укупно            | 5.669         | 5.360         |